# Emma Davies
Pour les articles homonymes, voir Davies.
Emma Davies née le 4 octobre 1978 à Knutsford, est une coureuse cycliste professionnelle anglaise.

## Palmarès sur route
- 1999
  - Manx International Women's race
- 2005
  - Wortel-Horzvagel GP
  - 3e des championnats de Grande-Bretagne de cyclisme sur route

## Palmarès sur piste

### Jeux Olympiques
- 8e de la poursuite individuelle féminine aux Jeux olympiques d'été de 2004
- 11e de la course aux points féminine aux Jeux olympiques d'été de 2004
- 14e de la course aux points féminine aux Jeux olympiques d'été de 2000

### Coupe du monde
- 2001
  - 2e de la poursuite à Cali
- 2002-2003
  - 1re de la poursuite à Monterrey
- 2003-2004
  - 3e du classement général de la poursuite
  - 2e de la poursuite à Manchester
  - 3e de la poursuite à Aguascalientes
- 2004-2005
  - 3e du classement général de la poursuite
  - 2e de la poursuite à Los Angeles
  - 3e du scratch à Los Angeles

### Championnats nationaux
- 1998
  - 3e de la poursuite
- 1999
  - 2e de la poursuite
- 2000
  - 2e de la poursuite
- 2001
  -  Championne de la poursuite
- 2002
  -  Championne de la poursuite
- 2003
  -  Championne de la poursuite
  -  Championne de la course aux points
  - 3e du scratch
- 2004
  -  Championne de la poursuite
  -  Championne de la course aux points